# حسین صالحیان
حسین صالحیان (زاده ۱۳۳۷ - تهران) طراح چهره‌پرداز اهل ایران است. فعالیت خود را در صنعت سینما به عنوان چهره‌پرداز در سال ۱۳۶۰ در سریال هزار دستان آغاز کرد. او در سال ۱۳۶۸ کار حرفه‌ای خود را در زمینه طراح چهره‌پردازی در فیلم سینمایی شهر خاکستری به کارگردانی حسن هدایت شروع کرد. فعالیت‌های خود در کنار استادان بزرگواری چون عبدالله اسکندری و جلال الدین معیریان ادامه داد. از مهم‌ترین آثار طراحی چهره‌پردازی ایشان می‌توان به ایران سرای من است، خانه پدری، روزگار قریب، بیدار شو آرزو، پس از باران، رستگاران، گذر از رنج‌ها، و سریال عربی حرب البسوس (الزیرسالم) اشاره کرد.

## فیلم‌شناسی

### طراح چهره‌پردازی
- کارد، ترنج، زلیخاه (۱۴۰۲)
- رحم اجاره‌ای (۱۴۰۱)
- چای سرد (۱۴۰۰)
- جنس لطیف (۱۳۹۹)
- خواب زده (۱۳۹۷)
- نیزارهای بلند (۱۳۹۶)
- دم بریده (۱۳۹۴)
- گذر از رنج‌ها (۱۳۹۳)
- همه بچه‌های ما (۱۳۹۲)
- خانه پدری (۱۳۹۱)
- آقای مدیر (۱۳۹۰)
- جیب‌بر خیابان جنوبی (فیلم ۱۳۹۰)
- جراحت (۱۳۸۹)
- گوسفند شاه (۱۳۸۹)
- دژ سوق (۱۳۸۹)
- گلوگاه (۱۳۸۹)
- رستگارن (۱۳۸۸)
- دوستی از جنس آتش (۱۳۸۸)
- آشپز باشی (۱۳۸۸)
- لکه (۱۳۸۸)
- عملیات پایتخت (۱۳۸۸)
- چهار دیواری (۱۳۸۸)
- چهار سوق خطره (۱۳۸۷)
- امین و مینا (۱۳۸۷)
- مهمان‌پذیر سعادت (۱۳۸۷)
- روز بعد از خوشبختی (۱۳۸۷)
- بارهستی (۱۳۸۷)
- سفر مرگ (۱۳۸۷)
- کریستال (۱۳۸۷)
- مصاحبه (۱۳۸۶)
- آن اسب (۱۳۸۶)
- روزگار قریب (۱۳۸۶)
- روح‌الله (۱۳۸۴)
- بیدار شو آرزو (۱۳۸۳)
- انتخاب (۱۳۸۳)
- حرب البسوس (الزیرسالم) (۱۳۸۰)
- پس از باران (۱۳۷۹)
- بادام‌های تلخ (۱۳۷۸)
- شیرهای جوان (۱۳۷۸)
- لانه عقاب‌ها (۱۳۷۸)
- آن سوی پرچین (۱۳۷۸)
- ایران سرای من است (۱۳۷۷)
- ثقه الاسلام (۱۳۷۷)
- شرکت (۱۳۷۶)
- یورش (۱۳۷۶)
- یاس‌های وحشی (۱۳۷۶)
- صدای صنوبر (۱۳۷۵)
- سفر به سرزمین ملائک (۱۳۷۵)

### چهره‌پرداز
- فاتح (۱۳۷۴)
- سمندون (۱۳۷۳)
- پادزهر (۱۳۷۲)
- هبوط (۱۳۷۲)
- دلاوران کوچه دلگشا (۱۳۷۱)
- دو نفر و نصفی (۱۳۷۰)
- شهر خاکستری (۱۳۶۹)
- افسانه ساوالان (۱۳۶۸)
- هزار دستان (۱۳۶۰)